# Amore e fango - Palude tragica
Amore e fango - Palude tragica (titolo originale Cañas y barro), distribuito anche con il titolo La palude del peccato, è un film drammatico spagnolo del 1954 diretto da Juan de Orduña, tratto dal romanzo omonimo di Vicente Blasco Ibáñez.

## Trama
Due giovani innamorati fin dall'infanzia, Tonet e Neleta, sono costretti a separarsi quando lui deve partire per Cuba nella guerra ispano-americana. L'ambiziosa Neleta decide quindi di sposare Cañamel, un oste ricco vedovo, al quale sarà infedele quando Tonet tornerà da Cuba. Subito dopo, il locandiere muore ma lascia una clausola nel testamento che specifica che se Neleta si risposeà, tutti i suoi soldi andranno a sua cognata Samaruca. Per non perdere l'eredità Neleta decide di mantenere segreta la propria relazione con Tonet. Ma situazione si complica quando lei rimane incinta.

## Produzione
Adattamento del famoso romanzo omonimo di Vicente Blasco Ibáñez, diretto da Juan de Orduña da una sceneggiatura di Manuel Tamayo. Durante gli anni Quaranta e Cinquanta, Tamayo scrisse numerose sceneggiature che Orduña successivamente portò sul grande schermo, tra cui Locura de amor o Zalacaín, l'avventuriero.
La pellicola, che si avvale della fotografia di José F. Aguayo, è stata una coproduzione tra Spagna e Italia, girata con notevole dispiegamento di mezzi, ma non ha avuto successo modesto.